# U-77 (1940)
U-77 — средняя немецкая подводная лодка типа VIIC времён Второй мировой войны.

## История
Заказ на постройку субмарины был отдан 25 января 1939 года. Лодка была заложена 28 марта 1940 года на верфи Бремен-Вулкан под строительным номером 5, спущена на воду 23 ноября 1940 года. Лодка вошла в строй 18 января 1941 года под командованием оберлейтенанта Генриха Шондера (кавалер Рыцарского железного креста)

### Командиры
- 18 января 1941 года — 2 сентября 1942 года капитан-лейтенант Генрих Шондер (кавалер Рыцарского железного креста)
- 2 сентября 1942 года — 28 марта 1943 года оберлейтенант цур зее  Хартманн

### Флотилии
- 18 января 1941 года — 30 апреля 1941 года — 7-я флотилия (учебная)
- 1 мая 1941 года — 31 декабря 1941 года — 7-я флотилия
- 1 января 1942 года — 30 апреля 1942 года — 23-я флотилия
- 1 мая 1942 года — 28 марта 1943 года — 29-я флотилия

### История службы
Лодка совершила 12 боевых походов. Потопила 14 судов суммарным водоизмещением 31 186 брт и один военный корабль (1 050 тонн), повредила 2 судна суммарным водоизмещением 5 384 брт и 2 военных корабля суммарным водоизмещением 2 880 тонн, одно судно водоизмещением 5 222 брт после повреждений не восстанавливалось. Потоплена 28 марта 1943 года к востоку от Картахены, Испания, в районе с координатами 37°42′ с. ш. 00°10′ в. д. четырьмя глубинными бомбами и одной авиабомбой с двух британских самолётов типа «Хадсон». 38 человек погибли, 9 членов экипажа спаслись. 36 членов экипажа, включая командира, похоронены на кладбище Cuacos de Yuste (Испания).

### Атаки на лодку
- 1 апреля 1942 года U-77 в Средиземноморье была атакована самолётом типа «Суордфиш». В результате атаки лодка была серьёзно повреждена и потеряла способность погружаться.
- 13 ноября 1942 года атакована глубинными бомбами с британских корветов HMS Lotus и Poppy. Первоначально считалось, что в результате этой атаки была потоплена U-605, однако в 1987 году выяснилось, что была атакована U-77, отделавшаяся лёгкими повреждениями.

## Потопленные суда
| Дата                 | Тип                     | Принадлежность | Дата            | Тоннаж (БРТ) | Груз                                                                    | Судьба                            | Место                     |
| Tresillian           | грузовое судно          | Великобритания | 13 июня 1941    | 4 743        | в балласте                                                              | потоплен                          | 44°40′ с. ш. 45°30′ з. д. |
| Arakaka              | метеорологическое судно | Великобритания | 22 июня 1941    | 2 379        |                                                                         | потоплен                          | 47°00′ с. ш. 40°00′ з. д. |
| Anna Bulgaris        | грузовое судно          | Греция         | 25 июня 1941    | 4 603        | в балласте                                                              | потоплен                          | 49°30′ с. ш. 44°00′ з. д. |
| Empire Barracuda     | грузовое судно          | Великобритания | 15 декабря 1941 | 4 972        | 5800 тонн армейского и военно-морского груза, состоящего из боеприпасов | потоплен                          | 35°30′ с. ш. 6°17′ з. д.  |
| HMS Kimberley (F 50) | эсминец                 | Великобритания | 12 января 1942  | 1 690        |                                                                         | поврежден                         | 32°18′ с. ш. 24°43′ в. д. |
| HMS Grove (L 77)     | эсминец                 | Великобритания | 12 января 1942  | 1 050        |                                                                         | потоплен                          | 32°05′ с. ш. 25°30′ в. д. |
| Vassiliki            | парусное судно          | Греция         | 22 июля 1942    | 140          | 3580 баррелей нефти                                                     | потоплен                          | 34°45′ с. ш. 34°35′ в. д. |
| Toufic El Rahman     | парусное судно          | Сирия          | 24 июля 1942    | 30           |                                                                         | потоплен                          | 34°45′ с. ш. 34°35′ в. д. |
| Fany                 | парусное судно          | Египет         | 30 июля 1942    | 43           |                                                                         | потоплен                          | квадрат CP 2698           |
| St. Simon            | парусное судно          | Египет         | 1 августа 1942  | 100          | 27000 канистр с бензином                                                | потоплен                          | 32°32′ с. ш. 34°30′ в. д. |
| Adnan                | парусное судно          | Египет         | 6 августа 1942  | 155          |                                                                         | поврежден                         | квадрат CP 2698           |
| Ezzet                | парусное судно          | Египет         | 6 августа 1942  | 158          |                                                                         | потоплен                          | квадрат CP 2698           |
| Kharouf              | парусное судно          | Палестина      | 10 августа 1942 | 158          |                                                                         | потоплен                          | 33°33′ с. ш. 35°10′ в. д. |
| Daniel               | парусное судно          | Палестина      | 16 августа 1942 | 100          |                                                                         | потоплен                          | 32°32′ с. ш. 34°30′ в. д. |
| Mahrous              | парусное судно          | Сирия          | 20 октября 1942 | 18           |                                                                         | потоплен                          | 32°32′ с. ш. 34°30′ в. д. |
| HMS Stork (U 81)     | сторожевик              | Великобритания | 12 ноября 1942  | 1 190        |                                                                         | поврежден                         | 36°40′ с. ш. 2°45′ в. д.  |
| Empire Banner        | грузовое судно          | Великобритания | 7 февраля 1943  | 6 699        | военный груз, состоящий из танков и транспортных средств                | потоплен                          | 36°48′ с. ш. 1°32′ в. д.  |
| Empire Webster       | грузовое судно          | Великобритания | 7 февраля 1943  | 7 043        | 3000 тонн угля и военных грузов                                         | потоплен                          | 36°47′ с. ш. 1°37′ в. д.  |
| Hadleigh             | грузовое судно          | Великобритания | 16 марта 1943   | 5 222        | в балласте                                                              | торпедирован, не восстанавливался | 36°10′ с. ш. 00°30′ з. д. |
| Merchant Prince      | грузовое судно          | Великобритания | 16 марта 1943   | 5 229        | в балласте                                                              | поврежден                         | 36°10′ с. ш. 00°30′ з. д. |